# Zhao Junpeng
Zhao Junpeng (en chino: 赵俊鹏; Nanchang, 2 de febrero de 1996) es un deportista chino que compite en bádminton. Ganó una medalla de bronce en el Campeonato Mundial de Bádminton de 2022, en la prueba individual.

## Palmarés internacional
| Campeonato Mundial | Campeonato Mundial | Campeonato Mundial | Campeonato Mundial |
| Año                | Lugar              | Medalla            | Prueba             |
| ------------------ | ------------------ | ------------------ | ------------------ |
| 2022               | Tokio (Japón)      | Medalla de bronce  | Individual         |